# Cementerio judío de Schmieheim
El cementerio judío de Schmieheim, un barrio de Kippenheim en la Ortenau en Baden-Wurtemberg, Alemania, fue creado a finales del siglo XVII como cementerio para las comunidades judías de Altdorf, Ettenheim, Friesenheim, Kippenheim, Lahr, Nonnenweier, Orschweier, Rust y Schmieheim. Con una superficie de 140 áreas y alrededor de 2500 tumbas es el mayor cementerio común de judíos de varias aldeas en el sur de Baden. La lápida más antigua data de 1701. Mientras que sobre las primeras lápidas se encuentran sólo letras hebreas, más tarde hay a la vez letras hebreas y latinas.

## Enlaces
- Wikimedia Commons alberga una categoría multimedia sobre Cementerio judío de Schmieheim.

- Datos: Q1716756
- Multimedia: Jüdischer Friedhof (Schmieheim) / Q1716756